# Unió Esportiva L'Estartit (femení)
La Unió Esportiva L'Estartit és un club de futbol femení català, de L'Estartit, Torroella de Montgrí (Baix Empordà). Fundat el 1979, la secció femenina del club va aconseguir convertir-se en el principal equip de L'Estartit i va arribar a jugar a la Primera Divisió femenina d'Espanya entre els anys 2007 i 2012.

## Història
La UE L'Estartit va néixer l'any 1979 com un equip aficionat encara sense federar. El primer uniforme era samarreta groga i pantaló negre. No és fins al 1983 que el club ingressa a la Federació Catalana de Futbol. L'uniforme passà a ser a ratlles vermelles i blanques amb pantaló blanc. Posteriorment es canvià el color del pantaló pel negre. L'actual Camp Municipal s'inaugurà l'1 de maig de 1987 amb un partit contra els veterans de l'Espanyol.
Els equips de futbol femení no van aparèixer al club fins a l'any 1992, a partir de les demandes de diverses noies del poble i voltants que reclamaven la creació d'una secció femenina dins de l'equip local. L'equip masculí va arribar a pujar dos cops a Primera Territorial, però quan va descendir a Tercera Territorial, l'equip va desaparèixer i es van bolcar tots els esforços del club a la secció femenina, que havia començat a guanyar diversos campionats locals. Pel que fa al futbol base, aquest es va fusionar amb el futbol base del Torroella formant la E.F. Baix Ter. D'aquesta manera la UE L'Estartit esdevingué un club de futbol específicament femení.
La UE L'Estartit va ascendir a Primera Nacional i va començar a oferir sorpreses com la disputa de la "Final de Madrid de la Copa Federació" contra el CD Rayco de Las Palmas o l'eliminació del RCD Espanyol, i es va convertir en l'equip referent del futbol femení gironí, a més de fitxar a jugadores de clubs com el FC Barcelona, RCD Espanyol o CE Sabadell entre d'altres clubs catalans.
Entre 2005 i 2007 el club va aconseguir tres lligues consecutives en la Primera Nacional i en la promoció de 2007 el club va aconseguir ascendir a la Superliga Espanyola. La temporada 2007-08 el club va quedar novè, a solament un punt del vuitè i de la classificació per la Copa de la Reina. Va militar ininterrompudament durant 5 anys en la màxima categoria del futbol femení espanyol. Durant aquests anys va jugar diverses semifinals de la Copa Catalunya arribant a una final el 2010 que va perdre contra el FC Barcelona per 3 gols a 0.
Finalment, el 2012 L'Estartit va acabar quart per la cua i es produeix el descens a la Segona Divisió. L'equip va quedar afeblit i amb prou feines va evitar un altre descens el 2013. Va tornar a la seva forma anterior el 2014, quedant-se fora per molt poc dels playoffs d'ascens.
El 2017 la UE L'Estartit va baixar a Preferent després de cinc anys a la segona divisió femenina. El setembre de 2017 el club i la Unió Esportiva Llagostera firmen un acord de col·laboració per ajudar-se mútuament. El primer pas per a l'escenificació de l'acord va ser un canvi de nom per l'Estartit, que va passar a anomenar-se UE l'Estartit Costa Brava, un sufix que també incorpora el Llagostera. D'altra banda, la segona equipació de l'Estartit la temporada 2017-18 passa a ser la del Llagostera, blaugrana amb ratlles horitzontals.

## Temporada a temporada
| Temporada | Divisió             | Posició | Copa de la Reina | Copa Catalunya |
| --------- | ------------------- | ------- | ---------------- | -------------- |
| 1997–98   | 2a (Gr. 3)          | 06è     |                  |                |
| 1998–99   | 2a (Gr. 3)          | 04rt    |                  |                |
| 1999–00   | 2a (Gr. 3)          | 03r     | Quartfinalista   |                |
| 2000–01   | 2a (Gr. 3)          | 03r     |                  |                |
| 2001–02   | 2a (Gr. 3)          | 04è     |                  |                |
| 2002–03   | 2a (Gr. 3)          | 11è     |                  |                |
| 2003–04   | 2a (Gr. 3)          | 08è     |                  |                |
| 2004–05   | 2a (Gr. 3)          | 01r     |                  |                |
| 2005–06   | 2a (Gr. 3)          | 01a     |                  |                |
| 2006–07   | 2a (Gr. 3)          | 01r     |                  |                |
| 2007–08   | 1a                  | 09è     |                  |                |
| 2008–09   | 1a                  | 12è     |                  |                |
| 2009–10   | 1a (Gr. B)          | 01a     | Primera ronda    |                |
| 2010–11   | 1a (Gr. C)          | 04t     |                  |                |
| 2011–12   | 1a                  | 15è     |                  |                |
| 2012–13   | 2a (Gr. 3)          | 11è     |                  |                |
| 2013–14   | 2a (Gr. 3)          | 03r     |                  |                |
| 2014–15   | 2a (Gr. 3)          | 05è     |                  |                |
| 2015–16   | 2a (Gr. 3)          | 04è     |                  |                |
| 2016–17   | 2a (Gr. 3)          | 12è     |                  |                |
| 2017–18   | Preferent (Gr. 1)   | 15è     |                  |                |
| 2018–19   | 1a catalana (Gr. 2) | 15è     |                  |                |
| 2019-20   | 2a catalana         |         |                  |                |
| 2020-21   | 2a catalana         |         |                  |                |
| 2021-22   | 2a catalana         |         |                  |                |
| 2022-23   | 2a catalana         |         |                  |                |
| 2023-24   | 2a catalana         | 2n      |                  |                |
| 2024-25   | 1a catalana         |         |                  |                |